# Henman von Hauenstein

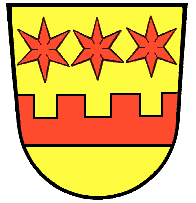
Wappen der Familie und Herrschaft Hauenstein

Edelknecht Henman von Hauenstein (* um 1340 wahrscheinlich auf Burg Hauenstein in Hauenstein bei Waldshut; † vermutlich um 1405) war ein Verwalter und Edelknecht.

## Geschlecht derer von Hauenstein
Die Herren von Hauenstein waren ein Rittergeschlecht im Südschwarzwald. Sitz der Familie war Burg Hauenstein im gleichnamigen Ort bei Laufenburg gelegen. Urkundliche Erwähnungen finden sich im frühen 13. Jahrhundert (1215 Eberhard, Capellan und Lüthold von Hauenstein) bis Anfang des 15. Jahrhunderts (1403 Henman von Hauenstein). Andere Schreibweisen des Familiennamens sind von Höwenstein, von Howenstein auch von Horwe (Eberhard von Horwe, 1215).

## Leben
Henman von Hauenstein war der Sohn des Edelknecht Wilhelm von Hauenstein und letzter Burgherr der Stammburg Hauenstein bei Laufenburg, wo er vermutlich um die Zeit um 1340 geboren wurde. Erstmals urkundlich erwähnt ist Henman im Jahre 1368 beim Verkauf des Lehens mitsamt „Zwing und Bann“ der Ortschaft Dossenbach durch seinen Vater Wilhelm. Dieses Lehen bekam Henmans Großvater der Ritter Johannes von Hauenstein im Jahre 1316 von Markgraf Heinrich von Hachberg zugesprochen. 1377 trat Henman von Hauenstein bei Streitigkeiten zwischen ihm und der Stadt Basel, die am 20. Oktober durch Zahlung von 100 Gulden der Stadt Basel an ihn geschlichtet werden konnten, selbst in Erscheinung.
Im Jahre 1392 beteiligte sich Henman von Hauenstein (Hamman von Hawenstain) beim ersten Zug König Sigismunds in die Walachei gegen die vorrückenden Türken, wo es ihnen zunächst gelang Klein-Nikopolis nach mühevoller Belagerung einzunehmen. Die Übermacht der Türken zwang sie jedoch rasch zum Rückzug, wobei König Sigismund nur knapp mit dem Leben davonkam. Nach dem fluchtartigen Rückzug begab sich Henman wieder zurück in seine Stammlande, denn bereits im Jahre 1393 siegelte Henman von Hauenstein zusammen mit Henman von Beuggen (Büghein), der sich ebenfalls am Feldzug in die Walachei beteiligte, die Urfehde die Johannes Scheffer, „der Wittwen Sohn von Weitbruch“, wegen dessen Gefangennahme auf der Burg, dem „Stein“ zu Rheinfelden, dem Deutschen Ritterorden in Beuggen schwor.
Henman von Hauenstein war in den Diensten des Markgrafen Rudolf III. von Hachberg-Sausenberg. Er war dessen Obervogt und war darüber hinaus auch als Vogt für eventuelle Ehestreitigkeiten des Markgrafen und dessen Ehefrau Anna von Freiburg verpflichtete die Ehesteuer und Mitgift in deren Sinne zu verwalten. In diesem Amt finden sich einige urkundliche Erwähnungen, wo er als Zeuge und Mitsiegler auftrat. So in den Jahren 1387, 1388 und 1389.
Verheiratet war Henman von Hauenstein mit Else Sweininger. Aus dieser Ehe stand ihm und seiner Ehefrau das Erbe des Laienzehnts in der Ortschaft Möhlin (CH) zu, auf das er jedoch 1397 keinen Anspruch erhob und sich lediglich das Recht einer späteren Einforderung vorbehielt, was er auch ein Jahr später tat. Dies blieb nicht ohne Folgen denn es führte zu Streitigkeiten mit seinem Dienstherrn Markgraf Rudolf von Hachberg-Sausenberg, Herr zu Rötteln, die in Nachfolgeschaft von Hanman von Büttikon bis Januar 1408 anhielten. Letztmals im Jahre 1403 trat Henman von Hauenstein urkundlich in Erscheinung. Er starb vermutlich kurze Zeit darauf in Säckingen, wo er Bürger war.